# 1639 Bower
1639 Bower è un asteroide della fascia principale del diametro medio di circa 36,41 km. Scoperto nel 1951, presenta un'orbita caratterizzata da un semiasse maggiore pari a 2,5722418 UA e da un'eccentricità di 0,1511287, inclinata di 8,42611° rispetto all'eclittica.
L'asteroide è dedicato all'astronomo statunitense Ernest Clare Bower (1890-1964), che lavorò al metodo di Laplace per il calcolo dell'orbita preliminare di Plutone presso l'Osservatorio Leuschner, a Berkeley.